# Unáhlené rozhodnutí (Star Trek: Stanice Deep Space Nine)
Unáhlené rozhodnutí (v anglickém originále Rules of Engagement) je v pořadí osmnáctá epizoda čtvrté sezóny seriálu Star Trek: Stanice Deep Space Nine.

## Příběh
Klingonská říše žádá o vydání Worfa, který je obviněn z vraždy. Podle zástupce klingonské vlády Ch'Poka Worf jako velitel Defiantu při střetnutí s Klingony vědomě vystřelil a zničil civilní transportní loď poblíž soustavy Pentath, což vedlo ke smrti 441 klingonských civilistů. O Worfově osudu bude rozhodovat vulkánská admirálka T'Lara, roli Worfova obhájce přijme Benjamin Sisko. Sisko tak okamžitě pověří Oda vyhledáním informací o kapitánovi onoho zničeného plavidla.
Ch'Pok zcela nepokrytě Siskovi oznámí, že až bude Worf odsouzen, upadne celá Federace v kvadrantu v nemilost, čímž se otevřou nové možnosti pro Klingony. Zejména jak zabrat více Cardassijského prostoru a zřídit v něm další vojenské základny. Při soudu se Ch'Pok snaží přesvědčit T'Laru, že se Worf během střetnutí choval jako Klingon a ne jako důstojník Federace, a snažil se jim pomstít. Bohužel Odo mezitím žádná nová fakta neobjeví, ale je mu podezřelé, že všichni jeho informátoři odpovídají na otázky velmi ochotně. Navíc je při křížovém výslechu Miles O'Brien nucen přiznat, že by se v dané situaci choval jinak a Worfův rozkaz střílet bez identifikace mu připadal ukvapený. A navrch Ch'Pok Worfa při výslechu vyprovokuje, takže ten se neovládne a napadne ho.
Odo však nakonec přece jen slaví úspěch: podaří se mu vypátrat, všech 441 civilistů zahynulo o tři měsíce dříve při havárii transportní lodě. Klingonská říše celý incident zinscenovala tak, aby byl jediný Klingon ve Hvězdné flotile, Worf, obviněn z masakru a Federace by musela přestat s doprovodem konvojů. Worf je zbaven obvinění, ale musí si přiznat, že si při ochraně konvoje snažil něco dokázat a nejednal správně.